# Ordine di Bertoldo I
L'Ordine di Bertoldo I fu un ordine cavalleresco fondato nell'ambito del Granducato di Baden.

## Storia
L'Ordine di Bertoldo I venne fondato il 29 aprile 1877 dal Granduca Federico I di Baden. Il 9 settembre 1896 venne approvato un nuovo statuto che autorizzava una maggiore concessione dell'ordine a coloro che avessero prestato particolari servizi alla patria ed avessero contribuito a diffondere la fama del Baden nel mondo. Il dedicatario dell'Ordine era il Duca Bertoldo I di Zähringen, antenato del Granduca Federico I.
L'ordine era suddiviso in quattro classi di benemerenza:
- Cavaliere di Gran Croce
- Commendatore di I Classe
- Commendatore di II Classe
- Cavaliere

## Insegne
La medaglia dell'Ordine era costituita da una croce di Malta smaltata di bianco e pomata d'oro con delle corone agli angoli tra le braccia. Nel medaglione centrale si trovano le iniziali del Duca in oro coronate dalla corona granducale, mentre sul retro compare una corona dorata.
La medaglia è attaccata al nastro tramite una corona dorata.
La stella, concessa ai gradi più alti dell'Ordine, si presenta come una decorazione ad otto punte in argento, con un medaglione centrale con l'immagine a colori smaltati di un cavaliere con armatura a cavallo (rappresentazione di Bertoldo I), circondato dal motto in oro "GERECHTIGKEIT IST MACHT" ("Giustizia è potere").
Il nastro dell'ordine è rosso con una striscia dorata su ciascun lato.
Per questa onorificenza sussisteva anche una speciale onorificenza militare che apponeva due spade incrociate sul retro della medaglia.